# Dalechampia glechomifolia
Dalechampia glechomifolia är en törelväxtart som beskrevs av Henri Ernest Baillon. Dalechampia glechomifolia ingår i släktet Dalechampia och familjen törelväxter. Inga underarter finns listade i Catalogue of Life.